# أسرى الحرب اليابانيون في الاتحاد السوفيتي

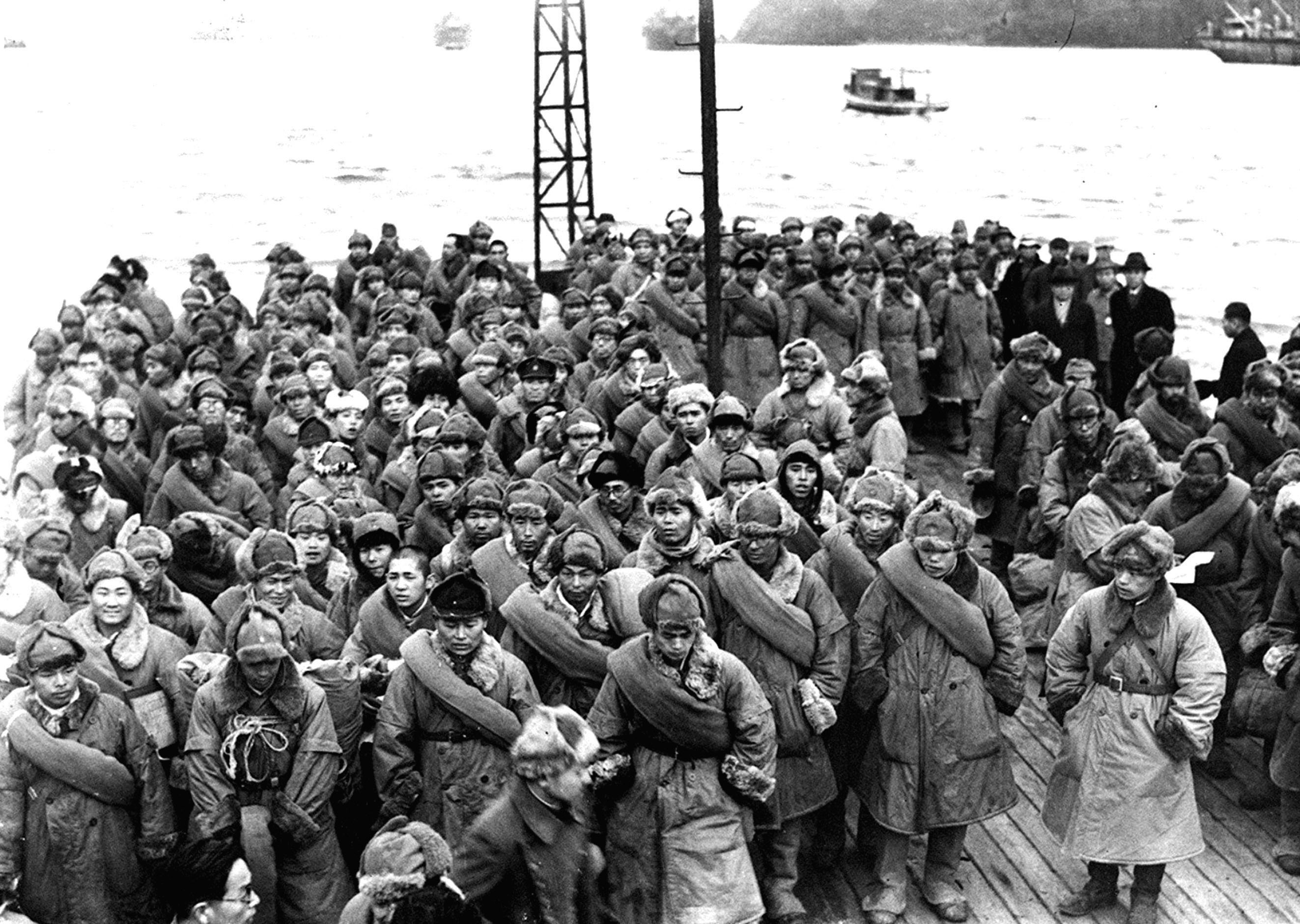

قامت القوات السوفيتية في الحرب العالمية الثانية بأسر حوالي 560.000 إلى 760.000 ألف أسير ياباني، وذلك في أماكن التي احتل الجيش الإمبراطوري الياباني في منشوريا وسخالين ومنغوليا.

## الأسرى اليابانيون في الأدب والثقافة
عرضت تلفزيون ياباني عن أسرى الحرب اليابانيين الذين أمسك بهم السوفيت عام 2009 تحت عنوان "Fumou Chitai" ، وتتحدث الفيلم عن الحياة الصعبة الذين عانوا الجيش الإمبراطوري كثيراً.
كما عرضت الفيلم الكوري الجنوبي "My Way" عام 2011م ، عن وضع الأسرى اليابانيين بجانب الكوريين في المعتقل السوفيتي.

## وصلات خارجية
- The Notes of Japanese soldier in USSR
- Historical time table of Japanese prisoners returning in 1945 – 1958[وصلة مكسورة] (in Japanese) (ソ連地域の引揚経緯表)